# Ryo Tadokoro
Ryo Tadokoro (田所 諒 Tadokoro Ryo?), född 8 april 1986 i Osaka prefektur, är en japansk fotbollsspelare.
Tadokoro började sin karriär 2009 i Fagiano Okayama. Han spelade 208 ligamatcher för klubben. 2016 flyttade han till Yokohama FC. Han avslutade karriären 2019.